# Saison 2018-2019 du Tottenham Hotspur FC
Maillots
Chronologie
Saison précédente Saison suivante
La saison 2018-2019 du Tottenham Hotspur FC est la 27e saison du club en Premier League.
Lors de cette saison, Tottenham atteint pour la deuxième fois de son histoire les demi-finales de la Ligue des Champions. Sortis in-extremis d'un groupe composé du FC Barcelone, de l'Inter Milan et du PSV Eindhoven, les Spurs battent le Borussia Dortmund en huitièmes de finale et les rivaux de Premier League de Manchester City en quarts. À la suite d'une confrontation épique avec l'Ajax Amsterdam (0-1 ; 2-3), Tottenham atteint la première finale de son histoire.
En championnat, l'équipe joue le haut de tableau toute la saison derrière Manchester City et Liverpool. Malgré une fin de saison décevante en championnat, Tottenham termine à la 4e place de la Premier League et se qualifie ainsi pour la quatrième fois consécutive en Ligue des champions. En League Cup, Tottenham atteint les demi-finales contre Chelsea et après un match nul sur la double confrontation (1-0 ; 1-2), les Spurs sont éliminés aux tirs au but (4-2). En FA Cup, Tottenham est rapidement éliminé au 4e tour par Crystal Palace (2-0).
Harry Kane termine meilleur buteur de la saison avec un total de 24 buts tandis que Christian Eriksen termine meilleur passeur de l'équipe avec 17 passes décisives à son actif.

## Tenues
Fabricant : Nike / Sponsor principal : AIA
| Domicile | Extérieur | Autre | Domicile (Europe) | Gardien (toutes compétitions) | Gardien (Premier League) | Gardien (Ligue des champions) | Gardien (autre) |

## Bilan de la saison
| Premier League    | FA Cup                      | Carabao Cup                                  | Ligue des champions       |
| ----------------- | --------------------------- | -------------------------------------------- | ------------------------- |
| 4e place          | 4e tour                     | Demi-finale                                  | Finaliste                 |
| 71 points         | contre Crystal Palace (2-0) | contre Chelsea FC (1-0) - (2-1) (4-2 t.a.b.) | contre Liverpool FC (0-2) |
| 23V 2N 13D        | 1V 0N 1D                    | 4V 0N 1D                                     | 6V 2N 5D                  |
| TOTAL: 34V 4N 20D |                             |                                              |                           |

## Championnat

### Classement final
| Rang | Équipe                    | Pts | J  | G  | N  | P  | Bp | Bc | Diff |
| ---- | ------------------------- | --- | -- | -- | -- | -- | -- | -- | ---- |
| 1    | Manchester City T S L C   | 98  | 38 | 32 | 2  | 4  | 95 | 23 | +72  |
| 2    | Liverpool FC C1           | 97  | 38 | 30 | 7  | 1  | 89 | 22 | +67  |
| 3    | Chelsea FC C3             | 72  | 38 | 21 | 9  | 8  | 63 | 39 | +24  |
| 4    | Tottenham Hotspur         | 71  | 38 | 23 | 2  | 13 | 67 | 39 | +28  |
| 5    | Arsenal FC                | 70  | 38 | 21 | 7  | 10 | 73 | 51 | +22  |
| 6    | Manchester United         | 66  | 38 | 19 | 9  | 10 | 65 | 54 | +11  |
| 7    | Wolverhampton Wanderers P | 57  | 38 | 16 | 9  | 13 | 47 | 46 | +1   |
| 8    | Everton FC                | 54  | 38 | 15 | 9  | 14 | 54 | 46 | +8   |
| 9    | Leicester City            | 52  | 38 | 15 | 7  | 16 | 51 | 48 | +3   |
| 10   | West Ham United           | 52  | 38 | 15 | 7  | 16 | 52 | 55 | -3   |
| 11   | Watford FC                | 50  | 38 | 14 | 8  | 16 | 52 | 59 | -7   |
| 12   | Crystal Palace            | 49  | 38 | 14 | 7  | 17 | 51 | 53 | -2   |
| 13   | Newcastle United          | 45  | 38 | 12 | 9  | 17 | 42 | 48 | -6   |
| 14   | AFC Bournemouth           | 45  | 38 | 13 | 6  | 19 | 56 | 70 | -14  |
| 15   | Burnley FC                | 40  | 38 | 11 | 7  | 20 | 45 | 68 | -23  |
| 16   | Southampton FC            | 39  | 38 | 9  | 12 | 17 | 45 | 65 | -20  |
| 17   | Brighton & Hove Albion    | 36  | 38 | 9  | 9  | 20 | 35 | 60 | -25  |
| 18   | Cardiff City P            | 34  | 38 | 10 | 4  | 24 | 34 | 69 | -35  |
| 19   | Fulham FC P               | 26  | 38 | 7  | 5  | 26 | 34 | 81 | -47  |
| 20   | Huddersfield Town         | 16  | 38 | 3  | 7  | 28 | 22 | 76 | -54  |

Qualifications européennes
Ligue des champions 2019-2020
- 1er à 4e : phase de groupes

Ligue Europa 2019-2020
- 5e et 6e : phase de groupes
- 7e : deuxième tour de qualification

Relégation
- 18e à 20e : relégation en Championship

Abréviations
T  : Tenant du titre

C1 : Vainqueur de la Ligue des champions

C3 : Vainqueur de la Ligue Europa

C : Vainqueur de la Coupe d'Angleterre

L : Vainqueur de la Coupe de la Ligue

S : Vainqueur du Community Shield

P : Promu de Championship

#### Évolution du classement et des résultats
| Journée   | 01 | 02 | 03 | 04 | 05 | 06 | 07 | 08 | 09 | 10 | 11 | 12 | 13 | 14 | 15 | 16 | 17 | 18 | 19 | 20 | 21 | 22 | 23 | 24 | 25 | 26 | 27 | 28 | 29 | 30 | 31 | 32 | 33 | 34 | 35 | 36 | 37 | 38 |
| --------- | -- | -- | -- | -- | -- | -- | -- | -- | -- | -- | -- | -- | -- | -- | -- | -- | -- | -- | -- | -- | -- | -- | -- | -- | -- | -- | -- | -- | -- | -- | -- | -- | -- | -- | -- | -- | -- | -- |
| Terrain   | E  | D  | E  | E  | D  | E  | E  | D  | E  | D  | E  | E  | D  | E  | D  | E  | D  | E  | D  | D  | E  | D  | E  | D  | D  | D  | E  | E  | D  | E  | E  | D  | D  | E  | D  | D  | E  | D  |
| Résultats | V  | V  | V  | D  | D  | V  | V  | V  | V  | D  | V  | V  | V  | D  | V  | V  | V  | V  | V  | D  | V  | D  | V  | V  | V  | V  | D  | D  | N  | D  | D  | V  | V  | D  | V  | D  | D  | N  |
| Place     | 8e | 5e | 2e | 5e | 6e | 5e | 4e | 5e | 5e | 5e | 4e | 4e | 3e | 5e | 3e | 3e | 3e | 3e | 2e | 3e | 3e | 3e | 3e | 3e | 3e | 3e | 3e | 3e | 3e | 3e | 3e | 3e | 3e | 3e | 3e | 3e | 4e | 4e |

### Résumé de la saison en championnat
Alors qu'il connaissent un bon début de saison en Premier League, les Spurs concèdent deux défaites d'affilée en l'absence de leur capitaine et gardien Hugo Lloris, pour cause de blessure. En décembre, Tottenham perd le North London Derby contre Arsenal (4-2), mais se fait ensuite remarquer pour ses larges victoires sur Everton (2-6) et sur Bournemouth (5-0). Cependant, l'élan des Spurs est coupé par une défaite surprise contre Wolverhampton Wanderers (1-3), alors que Harry Kane avait ouvert la marque. Quelques semaines plus tard, Tottenham s'incline contre Manchester United (0-1), après avoir battu les mancuniens à Old Trafford sur le score de 3-0, dont deux buts signés Lucas Moura. Tottenham, privé de Kane et de Dele Alli blessés, enchaîne quatre matchs sans défaites. Le Coréen Son Heung-min s'illustre particulièrement en marquant à plusieurs reprises, tout comme Hugo Lloris qui stoppe un penalty contre Leicester City. Au retour de Harry Kane, les Spurs enchaînent une série de cinq journées sans gagner ne prenant qu'un point lors du match nul contre Arsenal (1-1) où Lloris stoppe un penalty en fin de rencontre. Le 3 avril 2019, pour l'inauguration de leur nouveau stade, Tottenham Hotspur Stadium, les Spurs renouent avec la victoire en s'imposant contre Crystal Palace (2-0), Son Heung-min devient le premier buteur de l'histoire du stade. Contre Huddersfield (4-0), Lucas Moura marque son premier triplé européen, mais également le premier de l'histoire du stade.

## Coupe d'Angleterre

### Résumé du parcours en Coupe d'Angleterre
Tottenham, demi-finaliste des deux éditions précédentes de la Coupe d'Angleterre, est rapidement éliminé cette saison par Crystal Palace sur le score de 2-0.

#### Troisième tour (1/32 de finale)
| 4 janvier 2019 | Tranmere Rovers (4) | 0 - 7   | Tottenham Hotspur (1)                                      |                                                                          |                                                                          |
| 19h45          |                     | (0 - 1) | Aurier 40e 55e · Llorente 48e 71e 72e · Son 57e · Kane 82e | Prenton Park, Birkenhead Spectateurs : 12 553 Arbitrage : Andre Marriner | Prenton Park, Birkenhead Spectateurs : 12 553 Arbitrage : Andre Marriner |
| 19h45          | Rapport             |         |                                                            | Prenton Park, Birkenhead Spectateurs : 12 553 Arbitrage : Andre Marriner | Prenton Park, Birkenhead Spectateurs : 12 553 Arbitrage : Andre Marriner |

#### Quatrième tour (1/16 de finale)
| 27 janvier 2019 | Crystal Palace (1)               | 2 - 0   | Tottenham Hotspur (1) |                                                                      |                                                                      |
| 16h00           | Wickham 9e · Townsend 34e (pen.) | (2 - 0) |                       | Selhurst Park, Londres Spectateurs : 19 491 Arbitrage : Kevin Friend | Selhurst Park, Londres Spectateurs : 19 491 Arbitrage : Kevin Friend |
| 16h00           | Rapport                          |         |                       | Selhurst Park, Londres Spectateurs : 19 491 Arbitrage : Kevin Friend | Selhurst Park, Londres Spectateurs : 19 491 Arbitrage : Kevin Friend |

## Coupe de la Ligue anglaise

### Résumé du parcours en Coupe de la Ligue
Pour la première fois depuis la finale perdue de 2015, Tottenham Hotspur retrouve les demi-finales de la Coupe de la Ligue anglaise. Les Spurs battent notamment Arsenal à l'Emirates Stadium (2-0) en quarts, mais sont éliminés aux tirs au but par Chelsea, qui perdra, également aux tirs au but, la finale contre Manchester City.

#### Troisième tour
|                                | Tottenham Hotspur (1) | 2 - 2 4 - 2 t. a. b.              | Watford (1)              |                                                                      |                                                                      |
|                                | Alli 82e · Lamela 86e |                                   | Success 46e · Capoue 89e | Stadium mk, Milton Keynes Spectateurs : 23 650 Arbitrage : Lee Mason | Stadium mk, Milton Keynes Spectateurs : 23 650 Arbitrage : Lee Mason |
|                                | Rapport               |                                   |                          | Stadium mk, Milton Keynes Spectateurs : 23 650 Arbitrage : Lee Mason | Stadium mk, Milton Keynes Spectateurs : 23 650 Arbitrage : Lee Mason |
| Son · Lamela · Llorente · Alli | Tirs au but 4 - 2     | Success · Capoue · Hughes · Quina |                          | Stadium mk, Milton Keynes Spectateurs : 23 650 Arbitrage : Lee Mason | Stadium mk, Milton Keynes Spectateurs : 23 650 Arbitrage : Lee Mason |

#### Quatrième tour (1/8 de finale)
|  | West Ham United (1) | 1 - 3   | Tottenham Hotspur (1)      |                                                                          |                                                                          |
|  | Pérez 71e           | (0 - 1) | Son 16e 54e · Llorente 75e | Stade olympique, Londres Spectateurs : 50 270 Arbitrage : Stuart Attwell | Stade olympique, Londres Spectateurs : 50 270 Arbitrage : Stuart Attwell |
|  | Rapport             |         |                            | Stade olympique, Londres Spectateurs : 50 270 Arbitrage : Stuart Attwell | Stade olympique, Londres Spectateurs : 50 270 Arbitrage : Stuart Attwell |

#### Cinquième tour (1/4 de finale)
| 19 décembre 2018  | Arsenal (1) | 0 - 2   | Tottenham Hotspur (1) |                                                                          |                                                                          |
| 19:45 (UTC±00:00) |             | (0 - 1) | Son 20e · Alli 59e    | Emirates Stadium, Londres Spectateurs : 59 016 Arbitrage : Jonathan Moss | Emirates Stadium, Londres Spectateurs : 59 016 Arbitrage : Jonathan Moss |
| 19:45 (UTC±00:00) | Rapport     |         |                       | Emirates Stadium, Londres Spectateurs : 59 016 Arbitrage : Jonathan Moss | Emirates Stadium, Londres Spectateurs : 59 016 Arbitrage : Jonathan Moss |

#### Demi-finale (match aller)
| 8 janvier 2019    | Tottenham Hotspur (1) | 1 - 0   | Chelsea (1) |                                                                           |                                                                           |
| 20:00 (UTC±00:00) | Kane 27e (pen.)       | (1 - 0) |             | Stade de Wembley, Londres Spectateurs : 44 371 Arbitrage : Michael Oliver | Stade de Wembley, Londres Spectateurs : 44 371 Arbitrage : Michael Oliver |
| 20:00 (UTC±00:00) | Rapport               |         |             | Stade de Wembley, Londres Spectateurs : 44 371 Arbitrage : Michael Oliver | Stade de Wembley, Londres Spectateurs : 44 371 Arbitrage : Michael Oliver |

#### Demi-finale (match retour)
| 24 janvier 2019                         | Chelsea (1)            | 2 - 1 4 - 2 t. a. b.            | Tottenham Hotspur (1) |                                                                           |                                                                           |
|                                         | Kanté 27e · Hazard 38e | (2 - 0)                         | Llorente 50e          | Stamford Bridge, Londres Spectateurs : 38 610 Arbitrage : Martin Atkinson | Stamford Bridge, Londres Spectateurs : 38 610 Arbitrage : Martin Atkinson |
|                                         | Rapport                |                                 |                       | Stamford Bridge, Londres Spectateurs : 38 610 Arbitrage : Martin Atkinson | Stamford Bridge, Londres Spectateurs : 38 610 Arbitrage : Martin Atkinson |
| Willian · Azpilicueta · Jorginho · Luiz | Tirs au but 4 - 2      | Eriksen · Lamela · Dier · Lucas |                       | Stamford Bridge, Londres Spectateurs : 38 610 Arbitrage : Martin Atkinson | Stamford Bridge, Londres Spectateurs : 38 610 Arbitrage : Martin Atkinson |

## Ligue des Champions

### Phase de groupes
| Rang | Équipe            | Pts | J | G | N | P | Bp | Bc | Diff |  | Résultats (▼ dom., ► ext.) |     |     |     |     |
| ---- | ----------------- | --- | - | - | - | - | -- | -- | ---- |  | -------------------------- | --- | --- | --- | --- |
| 1    | FC Barcelone      | 14  | 6 | 4 | 2 | 0 | 14 | 5  | +9   |  | FC Barcelone               |     | 1-1 | 2-0 | 4-0 |
| 2    | Tottenham Hotspur | 8   | 6 | 2 | 2 | 2 | 9  | 10 | -1   |  | Tottenham Hotspur          | 2-4 |     | 1-0 | 2-1 |
| 3    | Inter Milan       | 8   | 6 | 2 | 2 | 2 | 6  | 7  | -1   |  | Inter Milan                | 1-1 | 2-1 |     | 1-1 |
| 4    | PSV Eindhoven     | 2   | 6 | 0 | 2 | 4 | 6  | 13 | -7   |  | PSV Eindhoven              | 1-2 | 2-2 | 1-2 |     |

#### Résumé du parcours lors de la phase de groupes
Tottenham commence très mal sa campagne européenne, ne collectant qu'un point en trois journées de la phase de groupe. En effet, les Spurs perdent leur premier match contre l'Inter Milan (2-1), alors que Christian Eriksen avait ouvert le score. Lors de la deuxième journée, Tottenham est balayé à domicile par le FC Barcelone (2-4). Face au PSV Eindhoven lors de la troisième journée, alors que les Spurs mènent au score grâce à Harry Kane et à Lucas Moura, Hugo Lloris est expulsé et le PSV égalise (2-2).
La phase retrour est beaucoup plus satisfaisante : Harry Kane inscrit un doublé en fin de rencontre contre le PSV qui avait ouvert le score dès la 2e minute (2-1). Tottenham vient à bout de l'Inter Milan en fin de rencontre grâce à Eriksen (1-0) et prend la deuxième place du groupe (7 points). Le dernier match au Camp Nou se conclut sur un match nul 1-1 et Tottenham obtient son ticket pour les huitièmes de finale.

### Phase finale

#### Huitièmes de finale

##### Résumé du huitième de finale aller
Sorti deuxième du groupe B, Tottenham Hotspur se retrouve confronté au Borussia Dortmund, vainqueur du groupe A et surtout premier de son championnat allemand devant le Bayern Munich, faisant du club allemand l'une des équipes les plus performantes de la saison. Dortmund est également la meilleure défense de la compétition avec seulement deux buts encaissés. Pour le match aller, ce sont les Spurs qui reçoivent les allemands à Wembley. La première mi-temps pauvre en occasions pour la formation londonienne (mis à part une volée de Lucas Moura en début de match) et les allemands dominent (4 tirs cadrés lors des 45 premières minutes), manquant même d'ouvrir le score à la 45e minute sur une tête de Dan-Axel Zagadou claquée par Hugo Lloris. Au retour des vestiaires, grâce à un bon travail côté gauche de Jan Vertonghen, Son Heung-min ouvre le score en reprenant de volée un centre du défenseur belge (1-0). Après une demi-heure de gestion, Serge Aurier centre pour Vertonghen qui ajuste Roman Bürki d'une reprise de volée (2-0). Trois minutes plus tard, Fernando Llorente qui vient tout juste de rentrer en jeu marque sur un coup de tête après un corner tiré par Christian Eriksen (3-0). Le score en reste là et Tottenham prend une grande option pour la qualification.

##### Résumé du huitième de finale retour
Tottenham aborde cette rencontre après avoir disputé trois matchs de Premier League sans aucune victoire (2 défaites, 1 nul). Comme au match aller, Dortmund contrôle la première période et se procure occasion sur occasion, forçant Hugo Lloris à intervenir six fois, avec notamment des arrêts exceptionnels devant Julian Weigl (33e) et Mario Götze (34e). Au retour des vestiaires et sur une passe en profondeur de Moussa Sissoko, Harry Kane ouvre le score sur le seul tir cadré de Tottenham lors de la rencontre (0-1). Le score n'évoluera plus et Dortmund se procure une dernière occasion mais Paco Alcacer perd son duel avec Lloris (88e). 

#### Quarts de finale

##### Résumé du quart de finale aller
En quarts de finale, Tottenham retrouve son rival de Premier League, Manchester City, pour une manche 100% anglaise. Une semaine avant la rencontre, Tottenham a inauguré son nouveau stade, le Tottenham Hotspur Stadium face à Crystal Palace en Premier League (victoire 2-0). La rencontre face aux Citizens est donc le premier match européen disputé dans l'enceinte. Avant la rencontre, un tifo représentant la devise du club To dare is to do (Oser c'est faire) est déployé.

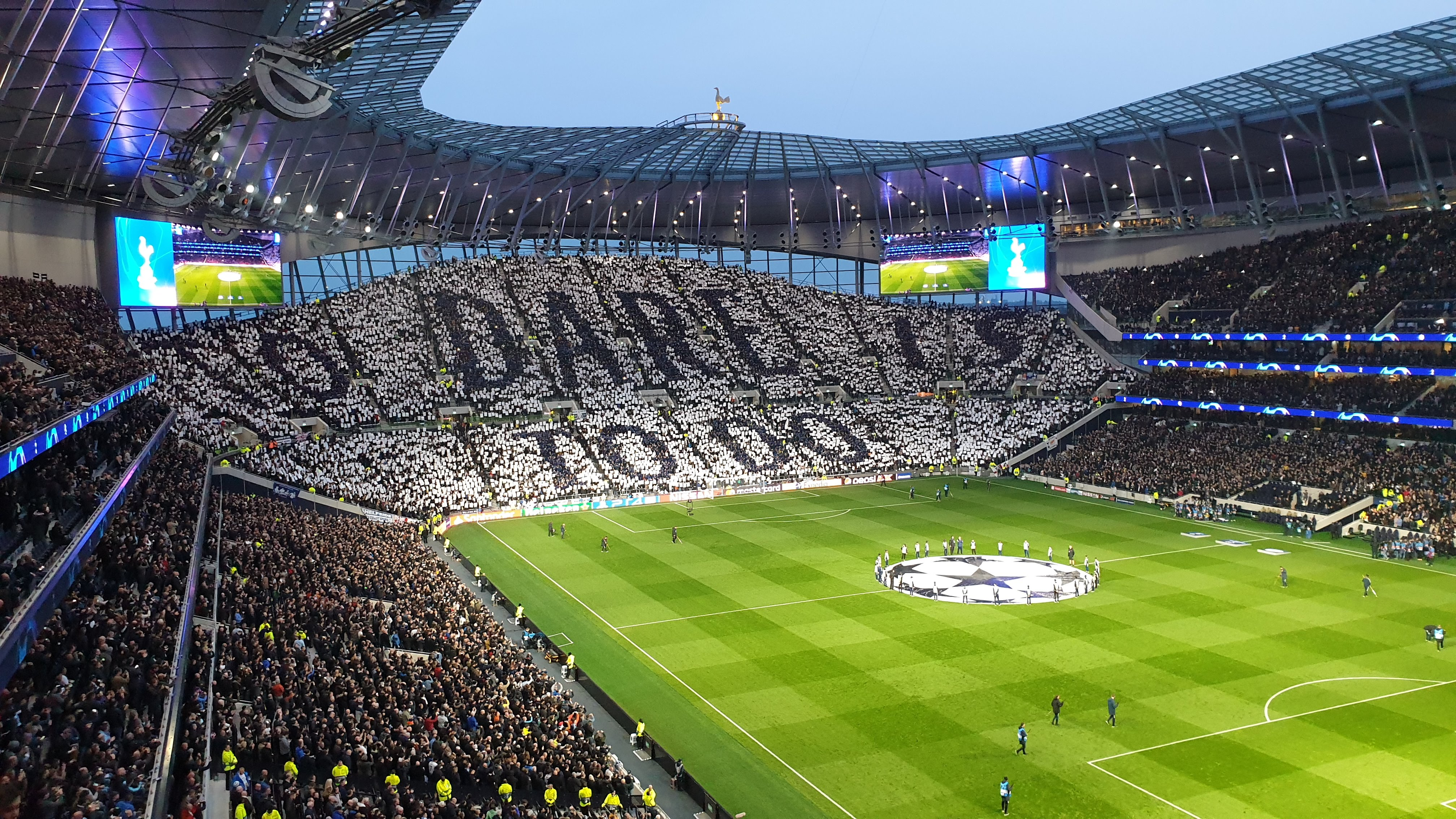
Le Tottenham Hotspur Stadium le jour du quart de finale aller

Les Spurs rentrent vite dans la rencontre mais la volée de Dele Alli passe au dessus du but adverse (8e). Cinq minutes plus tard, l'arbitre de la rencontre, Björn Kuipers, indique le point de penalty en faveur de City pour un ballon contré du bras par Danny Rose. C'est Sergio Agüero, buteur des mancuniens qui le tire mais ce dernier bute sur Hugo Lloris qui stoppe ainsi son troisième penalty de la saison. Tottenham se procure une grosse occasion mais la frappe de Harry Kane est repoussé par Ederson Moraes (24e). A la mi-temps, le score entre les deux formations est vierge. Au retour des vestiaires, Raheem Sterling tente sa chance mais Lloris boxe le ballon (48e). A la 58e minute, Harry Kane sort sur blessure après une semelle de Fabian Delph à la suite d'un contact. Vingt minutes plus tard, sur une passe en cloche de Christian Eriksen, Son Heung-min ouvre le score d'une frappe croisée (1-0). Le score n'évolue pas et Tottenham remporte sa première victoire face à l'équipe mancunienne depuis 2016.

##### Résumé du quart de finale retour
Le match retour est légendaire. Manchester City démarre fort avec un premier but signé par Raheem Sterling (1-0 ; 4e). Les Spurs ne se laissent pas faire et répliquent trois minutes plus tard grâce à Son Heung-min (1-1). Trois minutes après, Son crucifie City en signant un doublé, mettant Tottenham en très bonne voie pour se qualifier (1-2). Sur l'engagement, Bernardo Silva est servi par Agüero et égalise, bien aidé par une énorme déviation de Danny Rose qui prend Lloris à contre-pied (2-2 ; 11e). Dix minutes plus tard, Raheem Sterling marque son deuxième but du match, donnant l'avantage à City mais Tottenham reste qualifié grâce aux buts marqués à l'extérieur (3-2). C'est la première fois dans l'histoire de la Ligue des champions que cinq buts son inscrit dans les vingt premières minutes d'une rencontre. A la 41e minute, Moussa Sissoko, auteur d'un match brillant à l'aller, sort sur blessure et laisse sa place à Fernando Llorente. Au retour des vestiaires, Hugo Lloris effectue deux interventions de grande classe devant Sterling puis une parade main opposée devant Kevin de Bruyne mais s'incline ensuite face à Agüero qui qualifie virtuellement City (4-2). Cependant, sur un corner de Kieran Trippier, Fernando Llorente marque et redonne l'avantage aux Spurs (4-3). A la dernière minute du temps additionnel, Raheem Sterling marque et qualifie City pour de bon mais l'arbitre refuse le but pour une position de hors-jeu et Tottenham se qualifie au terme d'une rencontre inoubliable.

#### Demi-finale

##### Résumé de la demi-finale aller
Pour la première fois depuis 1962, les Spurs disputent une demi-finale de Ligue des champions. Le 30 avril 2019, Tottenham reçoit l'Ajax Amsterdam, tombeur du Real Madrid et de la Juventus de Turin aux tours précédents. Pour ce match, Tottenham est privé de Kane, toujours blessé et de Son, suspendu. Dans une ambiance en feu, Tottenham peine à s'imposer et à la 15e minute, à la suite d'un mauvais alignement, Donny van de Beek ouvre le score en ajustant Hugo Lloris à bout portant. Tottenham prend l'eau et Hugo Lloris sauve les siens en effectuant une parade du pied face à van de Beek dix minutes plus tard après un mouvement collectif de l'Ajax (24e). Tottenham perd son défenseur central belge Jan Vertonghen sorti sur blessure après un contact avec André Onana (39e). Tottenham se montre dangereux sur coup de pied arrêté mais les reprises de la tête de Fernando Llorente et de Toby Alderweireld passent à côté du cadre. Le seul tir cadré de Tottenham lors de la partie vient de Dele Alli mais est capté sans problème par Onana (50e). L'Ajax manque le but du break puisque sur une contre-attaque, David Neres trouve le poteau de Lloris sur une frappe croisée. L'Ajax remporte la première manche face à un Tottenham trop brouillon en attaque.

##### Résumé de la demi-finale retour
Comme à l'aller, l'ambiance est exceptionnelle à la Johan Cruyff Arena. Dès le début du match, l'Ajax est dangereux et sur frappe détournée de Tadic, Hugo Lloris sort une horizontale pour maintenir les espoirs des Spurs. Sur le corner qui suit, Matthijs de Ligt, le jeune capitaine ajacide de 19 ans, ouvre le score de la tête (1-0). Sur l'action qui suit, Son touche le poteau d'Onana. A la 35e minute, à la suite d'une récupération de van de Beek, Hakim Ziyech crucifie Tottenham en marquant le but du break (2-0). Au retour des vestiaires, Mauricio Pochettino fait sortir Victor Wanyama pour faire rentrer Fernando Llorente, dans l'optique de proposer un jeu plus offensif. A la 52e minute, Onana sort une parade exceptionnelle sur une volée de Dele Alli. Trois minutes plus tard, sur un contre initié par Danny Rose, Alli lance Lucas Moura qui réduit le score (2-1). Quatre minutes après la réduction de l'écart, Llorente manque l'égalisation face à Onana mais sur le cafouillage qui suit, Lucas inscrit un doublé et remet Tottenham dans le match (2-2). Vers la fin du match, les occasions se multiplient Ziyech trouve le poteau de Lloris (79e) et Vertonghen trouve la barre de la tête. Dans le temps additionnel, Hugo Lloris maintient en vie Tottenham en s'interposant devant Ziyech (90+3e). A la dernière minute du temps additionnel, à la suite d'un long ballon de Sissoko, Llorente remet dans l'axe à Alli qui décale pour Lucas qui inscrit son troisième but et envoie Tottenham en finale pour la première fois de son histoire (2-3 ; 90+6e),.

#### Finale

##### Résumé de la finale
Pour le onze de départ, Mauricio Pochettino fait un choix surprenant : laisser Lucas Moura, héros de la demi-finale, sur le banc. Au bout de seulement 24 secondes de jeu, Damir Skomina désigne le point de penalty pour les Reds, un centre de Sadio Mané ayant été dévié par Moussa Sissoko. Cependant, les images révèlent que le milieu français a dévié le centre avec sa poitrine et non avec son bras. Il n'en est rien et Mohamed Salah ouvre le score sur penalty pour Liverpool (0-1). La première période est catastrophique pour Tottenham, qui est acculé par l'équipe adverse. A la 38e minute, seul dans le couloir gauche, Andrew Robertson décoche une puissante frappe que Hugo Lloris claque au dessus de la barre. La situation ne s'améliore guère au retour des vestiaires et James Milner, nouvel entrant, manque de marquer le deuxième but des Reds (68e). Dans les dix dernières minutes, Tottenham se réveille en fin mais Dele Alli (72e), Son (80e), Lucas (80e) et Eriksen (85e) butent tous sur Alisson Becker, le gardien de Liverpool. A la 87e minute, sur un corner mal renvoyé par la défense londonienne Tottenham, Divock Origi bat Lloris d'une frappe croisée au ras du sol et crucifie Tottenham (0-2). Les Spurs s'inclinent en finale et mettent fin à leur incroyable parcours dans la plus prestigieuse des compétitions.

## Statistiques

### Meilleurs buteurs
| Class. | Pos.   | No     | Joueur            | Premier League | FA Cup | League Cup | Ligue des champions | Total |
| ------ | ------ | ------ | ----------------- | -------------- | ------ | ---------- | ------------------- | ----- |
| 1      | ST     | 10     | Harry Kane        | 17             | 1      | 1          | 5                   | 24    |
| 2      | ST     | 7      | Son Heung-min     | 12             | 1      | 3          | 4                   | 20    |
| 3      | MF     | 27     | Lucas Moura       | 10             | 0      | 0          | 5                   | 15    |
| 4      | MF     | 23     | Christian Eriksen | 8              | 0      | 0          | 2                   | 10    |
| 5      | ST     | 18     | Fernando Llorente | 1              | 3      | 2          | 2                   | 8     |
| 6      | MF     | 20     | Dele Alli         | 5              | 0      | 2          | 0                   | 7     |
| 7      | MF     | 11     | Erik Lamela       | 4              | 0      | 1          | 1                   | 6     |
| 8      | MF     | 15     | Eric Dier         | 3              | 0      | 0          | 0                   | 3     |
| 9      | DF     | 5      | Jan Vertonghen    | 1              | 0      | 0          | 1                   | 2     |
| 9      | DF     | 24     | Serge Aurier      | 0              | 2      | 0          | 0                   | 2     |
| 11     | DF     | 2      | Kieran Trippier   | 1              | 0      | 0          | 0                   | 1     |
| 11     | DF     | 6      | Davinson Sánchez  | 1              | 0      | 0          | 0                   | 1     |
| 11     | MF     | 8      | Harry Winks       | 1              | 0      | 0          | 0                   | 1     |
| 11     | MF     | 12     | Victor Wanyama    | 1              | 0      | 0          | 0                   | 1     |
| 11     | DF     | 21     | Juan Foyth        | 1              | 0      | 0          | 0                   | 1     |
| TOTAUX | TOTAUX | TOTAUX | TOTAUX            | 66             | 7      | 9          | 20                  | 102   |

### Clean sheets
| Class. | No     | Joueur          | Premier League | FA Cup | League Cup | Ligue des champions | Total |
| ------ | ------ | --------------- | -------------- | ------ | ---------- | ------------------- | ----- |
| 1      | 1      | Hugo Lloris     | 12             | 0      | 0          | 4                   | 16    |
| 2      | 22     | Paulo Gazzaniga | 1              | 1      | 2          | 0                   | 4     |
| TOTAUX | TOTAUX | TOTAUX          | 13             | 1      | 2          | 4                   | 20    |